# 1932-es Tour de France
Az 1932-es Tour de France volt a 26. francia körverseny. 1932. július 6-a és július 31-e között rendezték. Megváltoztatták a bónusz rendszert, a szakaszgyőztes 4 perc, a második 2 perc, a harmadik 1 perc bónusz időt kapott. A győztes francia André Leducq és a német Kurt Stöpel között a végeredménynél csak ezek a bónusz idők döntöttek. Az országok csapatversenyét a három Giro d’Italia-bajnokot (1930 – Luigi Marchisi, 1931 – Francesco Camusso, 1932 – Antonio Pesenti) felvonultató Olaszország nyerte. A belga csapatban a kétszeres világbajnok Georges Ronsse és a hegyek királyának nevezett Jef Demuysere versenyzett.
Ebben az évben Kurt Stöpel írt történelmet szakasz győzelmével és a végén a második helyével, csak 1996-ban állt újra német kerékpáros a dobogó második helyén (Jan Ullrich).

## Szakaszok
| Szakasz | Időpont    | Végpontok                    | Jellege       | Hossz (km) | Szakaszgyőztes          | Összetett első      |
| ------- | ---------- | ---------------------------- | ------------- | ---------- | ----------------------- | ------------------- |
| 1       | július 6.  | Párizs – Caen                | Sík szakasz   | 208        | Jean Aerts (BEL)        | Jean Aerts (BEL)    |
| 2       | július 7.  | Caen – Nantes                | Sík szakasz   | 300        | Kurt Stöpel (GER)       | Kurt Stöpel (GER)   |
| 3       | július 9.  | Nantes – Bordeaux            | Sík szakasz   | 387        | André Leducq (FRA)      | André Leducq (FRA)  |
| 4       | július 11. | Bordeaux – Pau               | Sík szakasz   | 206        | Georges Ronsse (BEL)    | André Leducq (FRA)  |
| 5       | július 12. | Pau – Luchon                 | Hegyi szakasz | 229        | Antonio Pesenti (ITA)   | André Leducq (FRA)  |
| 6       | július 14. | Luchon – Perpignan           | Hegyi szakasz | 322        | Frans Bonduel (BEL)     | André Leducq (FRA)  |
| 7       | július 16. | Perpignan – Montpellier      | Sík szakasz   | 168        | Frans Bonduel (BEL)     | André Leducq (FRA)  |
| 8       | július 17. | Montpellier – Marseille      | Sík szakasz   | 206        | Michele Orecchia (ITA)  | André Leducq (FRA)  |
| 9       | július 18. | Marseille – Cannes           | Sík szakasz   | 191        | Rafaele di Paco (ITA)   | André Leducq (FRA)  |
| 10      | július 19. | Cannes – Nizza               | Hegyi szakasz | 132        | Francesco Camusso (ITA) | André Leducq (FRA)  |
| 11      | július 21. | Nizza – Gap                  | Hegyi szakasz | 233        | André Leducq (FRA)      | André Leducq (FRA)  |
| 12      | július 22. | Gap – Grenoble               | Hegyi szakasz | 102        | Roger Lapébie (FRA)     | André Leducq (FRA)  |
| 13      | július 23. | Grenoble – Aix-les-Bains     | Hegyi szakasz | 230        | André Leducq (FRA)      | André Leducq (FRA)  |
| 14      | július 24. | Aix-les-Bains – Evian        | Hegyi szakasz | 204        | Rafaele di Paco (ITA)   | André Leducq (FRA)  |
| 15      | július 25. | Evian – Belfort              | Hegyi szakasz | 291        | André Leducq (FRA)      | André Leducq (FRA)  |
| 16      | július 26. | Belfort – Strasbourg         | Sík szakasz   | 145        | Gérard Loncke (BEL)     | Antonin Magne (FRA) |
| 17      | július 27. | Strasbourg – Metz            | Sík szakasz   | 165        | Rafaele di Paco (ITA)   | André Leducq (FRA)  |
| 18      | július 28. | Metz – Charleville           | Sík szakasz   | 159        | Rafaele di Paco (ITA)   | André Leducq (FRA)  |
| 19      | július 29. | Charleville – Malo-les-Bains | Sík szakasz   | 271        | Gaston Rebry (FRA)      | André Leducq (FRA)  |
| 20      | július 30. | Malo-les-Bains – Amiens      | Sík szakasz   | 212        | André Leducq (FRA)      | André Leducq (FRA)  |
| 21      | július 31. | Amiens – Párizs              | Sík szakasz   | 159        | André Leducq (FRA)      | André Leducq (FRA)  |

## Végeredmény

### Egyéni verseny
|                        | Versenyző         | Csapat               | Idő             |
| ---------------------- | ----------------- | -------------------- | --------------- |
| 1                      | André Leducq      | Franciaország        | 154 óra 11' 49" |
| 2                      | Kurt Stöpel       | Németország/Ausztria | +24' 03"        |
| 3                      | Francesco Camusso | Olaszország          | +26' 21"        |
| 4                      | Antonio Pesenti   | Olaszors             | +37' 08"        |
| 5                      | Georges Ronsse    | Belgium              | +41' 04"        |
| 6                      | Frans Bonduel     | Belgium              | +45' 13"        |
| 7                      | Oskar Thierbach   | Németország/Ausztria | +58' 44"        |
| 8                      | Jef Demuysere     | Belgium              | +1 óra 03' 24"  |
| 9                      | Luigi Barral      | Olaszország          | +1 óra 06' 57"  |
| 10                     | Georges Speicher  | Franciaország        | +1 óra 08' 37"  |
| 80 induló 57 célba érő |                   |                      |                 |

### Csapatverseny
|   | Csapat               | Idő             |
| - | -------------------- | --------------- |
| 1 | Olaszország          | 464 óra 57' 41" |
| 2 | Belgium              | +7' 27"         |
| 3 | Franciaország        | +11' 50"        |
| 4 | Németország Ausztria | +38' 56"        |
| 5 | Svájc                | +4 óra 14' 25"  |